# احمد صدیق
احمد صدیق (عربی: أحمد صديق؛ زادهٔ ۱۶ اوت ۱۹۸۳) یک ورزشکار اهل مصر است.
از باشگاه‌هایی که در آن بازی کرده‌است می‌توان به باشگاه ورزشی اسماعیلی، باشگاه ورزشی الاهلی مصر، و باشگاه ورزشی الاهلی مصر، و تیم ملی فوتبال مصر اشاره کرد.
وی همچنین در تیم ملی فوتبال مصر بازی کرده است.